# Basilica della Santissima Annunziata (Montecosaro)
La basilica della Santissima Annunziata o basilica di Santa Maria a Piè di Chienti è una chiesa parrocchiale sita nel comune di Montecosaro nella frazione di Montecosaro Scalo, in provincia di Macerata. 
Rappresenta uno dei capolavori dell'architettura romanica delle Marche, e deve il suo nome al fiume Chienti che scorre nei suoi pressi. Già presente nei documenti antichi quasi sempre come "Santa Maria al Chienti" e nel basso medioevo anche detta Santa Maria a Piè di Chienti. È stata dichiarata monumento nazionale nel 1902.

## Storia
La chiesa venne costruita nella sua attuale configurazione nel 1125 come attestano due epigrafi al suo interno, ma delle carte della nota abbazia di Farfa, da cui dipendevano i frati che l'hanno fondata, parlano di questa chiesa già dall'anno 936.
Faceva parte di un complesso monastico, sorto su una costruzione già esistente come testimoniano due corpi a pianta quadrata che si trovano a nord ed a sud del grande edificio attuale. I monaci benedettini di Farfa qui giunti per bonificare la pianura acquitrinosa, successivamente potenziarono con una recinzione muraria di protezione per i periodici allagamenti e le scorrerie saracene che venivano dal fiume. Al suo interno, nel tempo, trovarono riparo anche piccole abitazioni e botteghe, e così il complesso divenne centro di commerci e sede della rinomata fiera del 25 marzo.
L'edificio ha subito nei secoli vari rimaneggiamenti, di cui il più radicale e significativo è quello del XII secolo. Possiamo immaginare che in quel periodo incominciò questo rimaneggiamento importante che ce la consegna con le sue attuali grandi forme. Altri importanti lavori sono stati eseguiti nei secoli successivi e particolarmente agli inizi del Quattrocento, quando è stato dipinto il ciclo di affreschi con episodi dell'infanzia di Gesù: su tutto domina la figura imponente e ieratica del Cristo Pantocratore, inserito in una "mandorla".

## Descrizione
L'edificio possiede una forma architettonica molto originale in Italia, che possiamo accostare alle chiese di pellegrinaggio francesi di stile borgognone.
Infatti ha una pianta basilicale a tre navate dove quella centrale è più larga e alta coperta da un tetto a capriate, costruita interamente in laterizio. È chiusa da due absidi semicircolari sovrapposte dove quella di base, più grande, presenta tre eleganti cappelle radiali.

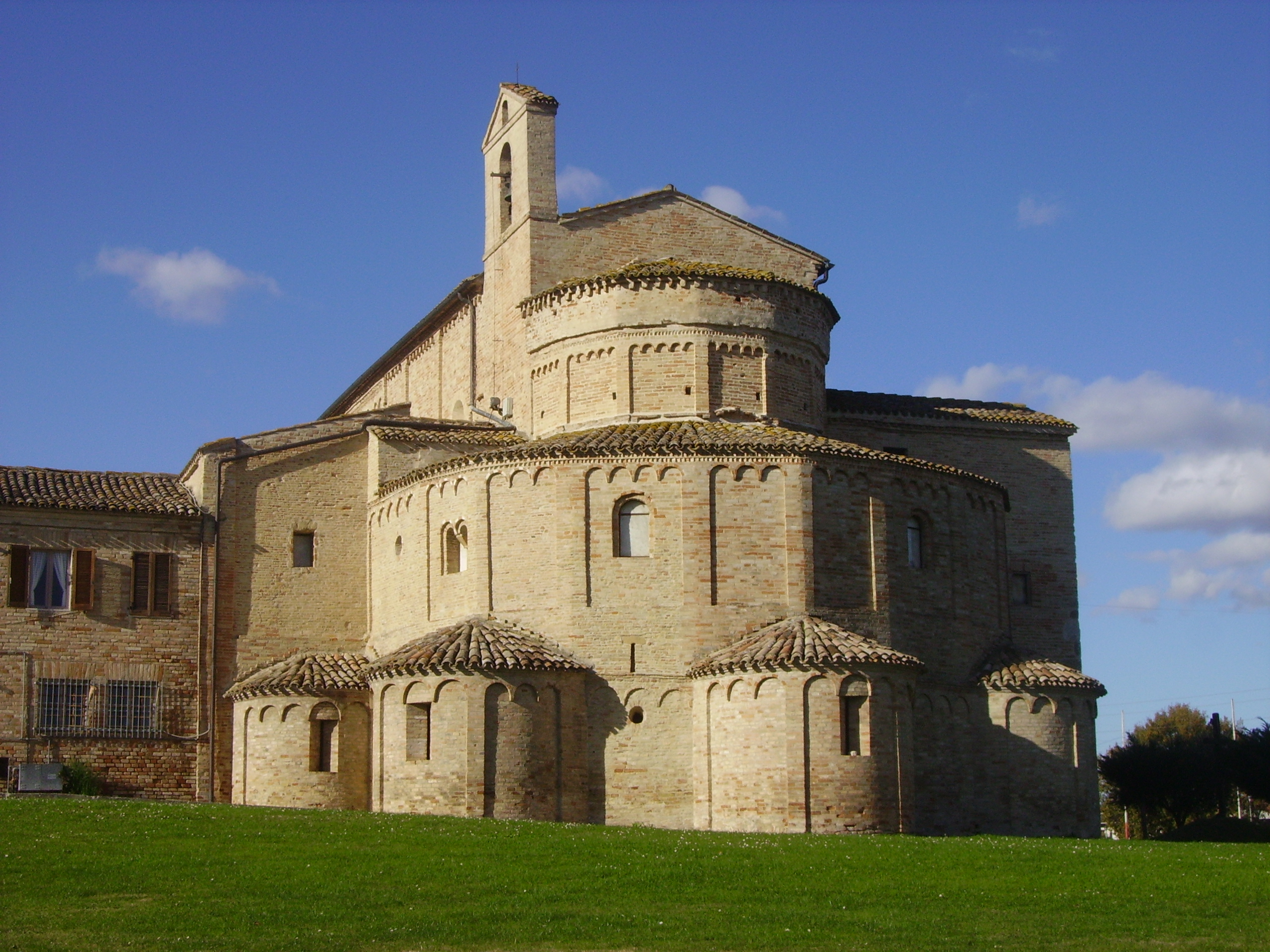
Abside della chiesa

È considerato uno tra gli esempi più belli di architettura romanica, non solo nelle Marche che non hanno chiese romaniche di queste dimensioni e forme. In Italia la Santissima Annunziata di Montecosaro è una dei cinque soli impianti dotati di coro con deambulatorio e raggiera delle absidiole, cifra architettonica delle chiese pellegrine in quanto permettevano il transito dei fedeli di passaggio che sostavano e pregavano nelle cappellette senza disturbare le sacre funzioni collettive che si svolgevano nella parte centrale.
Allungata con le absidi ad oriente e con una verticalità molto slanciata soprattutto della navata centrale che anticamente si proponeva libera da ingombri e sostenuta dal matroneo che si elevava al di sopra delle navate laterali coperte con volte a crociera, quindi con una struttura simile alle grandi cattedrali francesi come la ormai scomparsa Cluny III. Infatti oggi la navata centrale presenta il presbiterio e buona parte dello spazio destinato alla funzione liturgica coperto da volte a crociera che sostengono un piano superiore allo stesso livello dei balconcini creato per sostenere le spinte statiche delle alte pareti. Come è possibile vedere oggi nella differenza dei mattoni e di alcuni accorgimenti stilistici, la parete destra della navata centrale, che guarda a Sud, deve essere crollata verso l'interno perciò si dovette procedere alla costruzione del piano superiore del presbiterio per sorreggerla ed evitare ulteriori crolli. È quindi un errore considerare come fanno alcuni la chiesa inferiore come la cripta. È in realtà la chiesa vera e propria che è stata coperta poiché al momento della costruzione, a causa di una manodopera e maestranze carenti dal punto di vista tecnico rispetto a quelle degli esempi francesi, non erano stati capaci di contenere le spinte statiche verso l'interno delle snelle murature. Questo ha comportato una variazione dello schema originario, ma ha conferito una forma ancora più originale della chiesa e la traslazione del presbiterio nella parte superiore. Questo intervento è databile nella seconda metà del XIV secolo

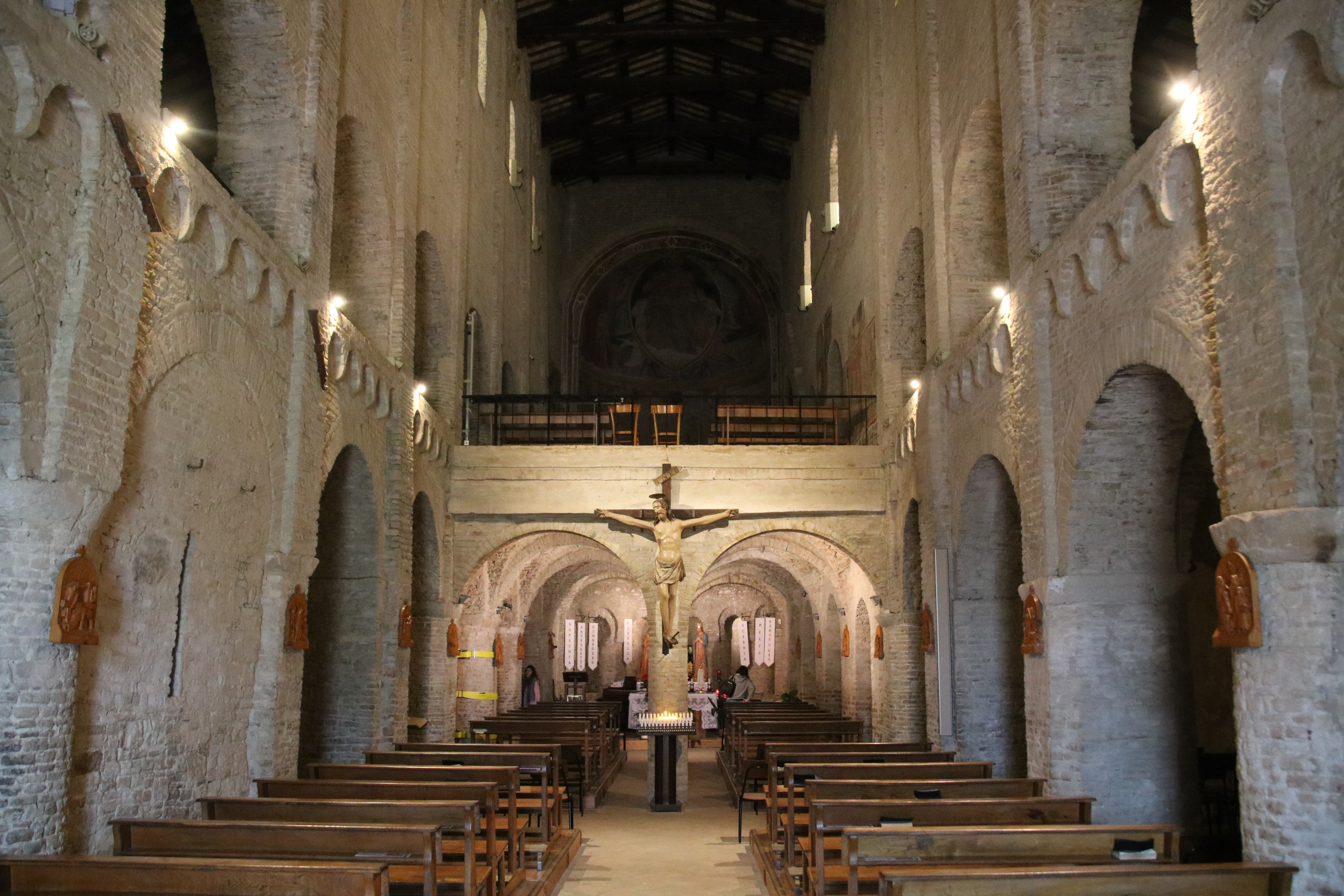
Interno della chiesa

L'entrata della chiesa presenta un'endonartece della larghezza della navata centrale con il piano calpestabile ad una quota inferiore rispetto al piano esterno dell'edificio. L'alzato della chiesa si presenta sgombro e semplice tripartito da alcune snelle lesene rispecchiando l'ordine interno. Ha due finestre rettangolari in linea con le navate laterali inferiori e superiori, quindi in totale quattro, ed altre due finestre rettangolari in linea nella parte centrale della navata centrale. La sua realizzazione è, secondo alcuni, molto posteriore alla realizzazione del corpo della chiesa ed ha subito vari interventi di restauro. Viene fatta risalire al XVII o XVIII secolo, per altri storici ancora prima.
Sulla cantoria in controfacciata si trova l'organo a canne, costruito nel 2011 da Michel Formentelli. Lo strumento, a trasmissione integralmente meccanica, dispone di 17 registri su due manuali e pedale.

## Problematiche del nome
La chiesa della Santissima Annunziata presenta spesso delle problematiche su quale sia il suo effettivo nome. Oggi attraverso ricerche in archivio è possibile ricostruire le diverse denominazioni che la chiesa ha assunto attraverso i secoli. Prima del 1300 era più che altro nominata come Santa Maria e talvolta con l'aggiunta: di o al Chienti cioè col nome del fiume che non lontano dall'edificio scorre.
Dal 1320 e in altre bolle che affidavano la proprietà del complesso all'Ospedale di Camerino, veniva denominata col nome di Santa Marie de pede Clentis che, nonostante la distanza di circa 10 chilometri dalla foce del fiume, era chiaramente un nome più pratico seppur lungo che meglio identificava la chiesa per chi vive nella lontana e più a monte Camerino.
Successivamente nello statuto comunale di Montecosaro del 1597 la chiesa viene menzionata con la doppia dicitura sia di Santa Maria di Chienti sia di Santa Maria a piè di Chienti.
Da una carta geografica delle Marche del 1620 e da tutte quelle successive come anche quella del Catasto Gregoriano verrà sempre nominata come Santa Maria di Chienti così fino all'inizio del XIX secolo.
Il nome come per lo più è conosciuta oggi si incontra per la prima volta nel 1788 in un contratto di affitto concesso dall'Ospedale di Camerino ai fratelli Perugini dove, forse per meglio identificarla secondo l'uso locale, viene chiamata appunto chiesa rurale della SS. Annunziata.
Con l'avvento dell'Italia unita la cartografia, da quella catastale a quella dell'I.G.M., riportano il nome secondo l'uso della popolazione: SS. Annunziata.

Negli anni settanta, però, recuperandolo forse da lavori storiografici come quelli del camerte Camillo Lilii, le guide turistiche, come l'"Atlante Stradale del TCI", hanno riesumato l'antico nome che le cancellerie tardo medioevali di Camerino usarono: Santa Maria a piè di Chienti. Così avviene oggi che molti turisti la conoscono come Santa Maria a Piè di Chienti, mentre invece a volte la popolazione locale ignora totalmente questa denominazione. Infatti oltre alle carte geografiche e catastali anche la stessa diocesi e la parrocchia riportano il nome che è da tutti i locali utilizzato: "basilica della Santissima Annunziata" o popolarmente detta l'Annunziata.